# John Thompson (Justizopfer)
John Thompson (geb. 1962 in New Orleans, Louisiana; gest. 3. Oktober 2017) war ein US-amerikanischer Bürger, der als Afroamerikaner im US-Bundesstaat Louisiana von 1985 bis 2003 unschuldig 18 Jahre im Gefängnis verbrachte, davon 14 Jahre isoliert in der Todeszelle. Erst kurz vor seiner Hinrichtung, welche zuvor bereits sechsmal kurzfristig aufgeschoben worden war, und nach 13 zuvor zurückgewiesenen Berufungen konnten seine Anwälte Michael L. Banks und J. Gordon Cooney seine Unschuld beweisen, woraufhin Thompson aus der Haft entlassen wurde.
Der Fall von John Thompson gilt heute als einer der bedeutendsten Justizskandale der modernen Vereinigten Staaten und trägt bis heute weltweit zur Kritik an deren Beibehaltung der Todesstrafe bei.

## Herkunft und frühe Jahre
John Thompson ist der uneheliche Sohn von Josephine Thompson und Charles Jackson. Es war eine Teenager-Schwangerschaft seiner Mutter und seine Eltern waren niemals verheiratet. Zu seinem Vater hatte Thompson kaum einen Bezug, zumal dieser viel Zeit im Gefängnis verbrachte und außerdem nahezu konstante Drogenprobleme hatte. Thompson wurde von seiner Mutter und seinen Großeltern mütterlicherseits aufgezogen. Bereits in jungen Jahren glitt Thompson schnell in die Kleinkriminalität ab. Zum Zeitpunkt seiner Verhaftung, als er 22 Jahre alt war, war Thompson bereits zweifacher Vater.

## Vorgeschichte
Im Dezember 1984 wurde in New Orleans der aus einflussreichem Hause stammende Geschäftsmann Ray Liuzza vor seinem Haus mit mehreren Schüssen in den Rücken ermordet. Der unbekannte Täter entkam mit der Brieftasche und einem Siegelring des Opfers.
Einige Wochen zuvor überfiel bereits ein Mann mit einem Revolver des gleichen Kalibers ein Auto mit drei Jugendlichen und entwendete deren Fahrzeug. Dabei kam es zu Handgreiflichkeiten, wobei der Täter sich verletzte, bevor er mit dem Auto der Jugendlichen flüchten konnte. Eine Stoffprobe mit dem Blut des Täters wurde daraufhin zur Laboruntersuchung geschickt.
Nach dem Mord an Liuzza trat dann ein Informant an die Hinterbliebenen heran, welcher anbot, gegen Bezahlung, weitere Informationen zu dem Mord, einen weiteren Zeugen sowie den Namen des Mörders bereitzustellen. Die Unterhaltung, bei der es unter anderem um die Bezahlung dieses Informanten ging, wurde auf Tonband aufgenommen. Basierend auf dieser Unterhaltung wurde John Thompson alsbald verhaftet.
Der zu dieser Zeit 22-jährige, besonders als Kleinkrimineller und Drogendealer aktive John Thompson geriet daraufhin sehr schnell und sehr ernsthaft ins Fadenkreuz der Ermittler: So wurden sowohl die Tatwaffe als auch der vom Täter entwendete Siegelring bei ihm gefunden. Weil Thompson zu dieser Zeit auch Hehlerei betrieb, hatte er den betreffenden Revolver sowie den Siegelring zuvor von einem Mann namens Kevin Freeman gekauft.
Als Thompsons Foto nun in den Zeitungen erschien, glaubten die drei überfallenen Jugendlichen zudem, in ihm auch den Täter des Raubüberfalls wiederzuerkennen. Thompson beteuerte zwar seine Unschuld. Weil er jedoch aus armen Verhältnissen stammte und auch weder ein stichhaltiges Alibi noch Unterstützer hatte, standen seine Chancen im anstehenden Gerichtsprozess von Anfang an schlecht.

## Prozess und Verurteilung
Thompson kam 1985 vor Gericht. Zunächst wurde der ihm vorgeworfene Raubüberfall verhandelt. Darauf folgte dann die Verhandlung um die Ermordung von Ray Liuzza. Für den Raubüberfall erhielt Thompson zunächst 49,5 Jahre Gefängnis ohne die Möglichkeit einer vorzeitigen Entlassung. Aufgrund seiner Verurteilung im Prozess um den ihm vorgeworfenen Raubüberfall konnte Thompson im darauf folgenden Mordprozess keine Aussage mehr zu seiner eigenen Verteidigung machen, da die bereits erfolgte Verurteilung für eine schwere Straftat seine Glaubwürdigkeit untergraben hätte und darüber hinaus die von der Staatsanwaltschaft hervorgehobene "Steigerung seiner Gewaltbereitschaft" nur noch weiter untermauert hätte. Des Weiteren kam hinzu, dass die Staatsanwaltschaft nun dahingehend argumentieren konnte, dass, in Anbetracht der bereits langen Haftstrafe für den Raubüberfall, der Mord an sich nur mit der Todesstrafe bestraft werden könne. Thompson wurde, der Staatsanwaltschaft folgend, vom Gericht zum Tode verurteilt.
Ab 1989 verbüßte John Thompson seine Haft im Todestrakt des Angola Prison in Isolationshaft. 23,5 Stunden am Tag war er in seiner Zelle eingeschlossen.

## Unterstützung durch Banks und Cooney und letztendliche Entlastung
Ab 1998 übernahmen die Anwälte Michael L. Banks und J. Gordon Cooney der Großkanzlei Morgan Lewis & Bockius in Philadelphia Thompsons Fall. Die beiden betrachteten den Fall anfänglich lediglich als einen sogenannten Pro-Bono-Fall, als einen Dienst am Gemeinwohl, was in den USA unter einflussreichen Kanzleien zum guten Ton gehört. Über die Jahre hinweg wurde das Verhältnis zwischen Thompson und seiner Familie auf der einen, und Banks sowie Cooney auf der anderen Seite jedoch sehr vertraut. Banks und Cooney besuchten dabei auch regelmäßig Thompsons Familie in einem Armenviertel von New Orleans.
Über die Jahre hinweg konnten die Anwälte ganze sechsmal die Aufschiebung einer geplanten Hinrichtung durchsetzen. Doch im April 1999 waren zunächst alle juristischen Mittel erschöpft und Thompsons Hinrichtung durch die Giftspritze wurde auf den 20. Mai 1999 angesetzt. Doch nur 5 Wochen vor diesem Termin konnte eine durch Banks beauftragte Privatdetektivin eine winzige Notiz sicherstellen, welche sich mit einer Blutprobe befasste, welche die Polizei 1984 im Zuge des dem Mord an Liuzza vorausgegangenen Raubüberfalls in dem damals entführten Auto sichergestellt hatte und welche durch die Anklage unterschlagen worden war. Außerdem stellte sich heraus, dass dieses Blut, welches vom Täter sein musste, nicht das Blut von Thompson war: Thompson hat Blutgruppe B, während das untersuchte Blut der Blutgruppe 0 entsprach. Die Hinrichtung wurde daraufhin zum mittlerweile siebten Mal verschoben.
Darauf aufbauend konnten Banks und Cooney nun Schritt für Schritt die Wahrheit im Fall John Thompson ans Licht bringen. So wurden Zeugen aus der Mordnacht gefunden, welche niemals zuvor vernommen worden waren, und eben jener Kevin Freeman, welcher seinerzeit 1984 Revolver und Siegelring an Thompson verkauft hatte, wurde im Hinblick auf den Raubüberfall als der tatsächlich Verantwortliche ausgemacht. Doch Kevin Freeman war inzwischen verstorben, so dass nicht mehr ermittelt werden konnte, ob die Ermordung von Liuzza ebenfalls auf Freemans Konto ging.
Daraufhin wurde Thompson bezüglich des Raubüberfalls für nicht schuldig befunden. Anschließend wurde der Prozess um den Mord an Liuzza im Jahr 2003 neu aufgerollt. Am Ende dieser Verhandlung wurde Thompson für nicht schuldig befunden. Am 7. Mai 2003 verließ er das Gefängnis als freier Mann.
Nachdem Thompson das Gefängnis verlassen hatte, fand er zunächst Arbeit bei Organisationen, welche sich für eine Abschaffung der Todesstrafe einsetzen.
Etwa sechs Monate nach seiner Haftentlassung heiratete Johnson seine Jugendliebe und betrieb fortan zusammen mit ihr einen Sandwich-Verkauf in einem Hotel im Stadtzentrum von New Orleans. Sie lebten in einem gemeinsamen Haus zusammen, welches, ebenso wie sein Sandwich-Verkauf, 2005 von Hurrikan Katrina zerstört wurde.
John Thompson war Mitbegründer und Vorsitzender der Organisation Resurrection after Exoneration (dt. in etwa "Auferstehung nach der Entlastung"), welche sich die Unterstützung von ehemaligen Langzeithäftlingen und deren Wiedereingliederung in die Gesellschaft sowie die medienwirksame Anprangerung von Fehlurteilen zur Aufgabe gemacht hat.

## Justizskandal
Nach der Entlassung Thompsons kam heraus, dass die damaligen vier Ankläger vorsätzlich die Verhandlung des Raubüberfalls vor die Verhandlung um den Mord an Liuzza legten, um einerseits Thompson nachhaltig die Möglichkeit zu nehmen, sein eigentlich von der Verfassung gestütztes Recht, im darauf folgenden Mordprozess zu seiner eigenen Verteidigung auszusagen und um, andererseits, im Zuge einer Verurteilung Thompsons als Mörder Liuzzas die Todesstrafe anstreben zu können.
Wie sich ebenfalls im Zuge des wiederaufgerollten Prozesses von John Thompson herausstellte, hat die damalige Anklage, obwohl sie die Ergebnisse der Blutuntersuchungen bereits zwei Tage vor dem Beginn der Verhandlung des Raubüberfalls erhielt, diese gegenüber der Verteidigung zurückgehalten und dies, obwohl Thompsons Verteidigung bereits vorab und offiziell um die Teilhabe an "allen wissenschaftlichen Testergebnissen" ersucht hatte.
Diesbezüglich fordert die Verfassung der Vereinigten Staaten "faire Verhandlungen" und dass besonders den Angeklagten entlastende Beweise unter allen Umständen dem zuständigen Gericht vorgebracht werden müssen.
Zwei Tage vor dem Beginn des Prozesses um den Raubüberfall verschwand zudem die Thompson wohl entlastende blutbefleckte Stoffprobe aus der Asservatenkammer der Polizei spurlos und auf "Nimmerwiedersehen" als diese dazu aufgefordert wurde, alle relevanten Beweisstücke an das zuständige Gericht zu übergeben. Darüber hinaus war das Tonband, welches bewiesen hätte, dass der Informant sein Wissen lediglich gegen Bezahlung freigab, verschwunden bzw. wurde niemals der Verteidigung zur Verfügung gestellt.
Als der Mordprozess begann, wurde der Täter von Zeugen relativ einheitlich als afroamerikanisch, etwa 1,80 m groß, und mit sehr kurzen Haaren beschrieben, während Thompson eindeutig kleiner gewachsen ist und zum Zeitpunkt des Mordes einen stattlichen "Afro" trug.
Der zusätzliche Zeuge, der durch den Informanten, der sich kurz nach dem Mord an Liuzza an dessen Hinterbliebene gewandt hatte, bereitgestellt worden war und welcher den Kronzeugen der Anklage darstellte, war hingegen ein ca. 1,80 m großer Afroamerikaner mit sehr kurzen Haaren, wobei er aufgrund von letzterem u. a. den Spitznamen "Kojak" hatte. Außerdem legte die Anklage bei der Verhandlung das Tonband, auf welchem die Konversation zwischen dem Informanten und der Familie von Liuzza aufgezeichnet worden war, nicht vor, und verschwieg somit der Verteidigung gegenüber die Tatsache, dass die belastenden Aussagen des Informanten gegen Bezahlung erfolgt waren.
1994 wurde bei einem von Thompsons damaligen Chefanklägern Krebs im Endstadium diagnostiziert, woraufhin sich dieser einem anderen der damaligen Chefankläger offenbarte und zugab, 1984 in die Zurückhaltung der blutbefleckten Stoffprobe als Beweismittel involviert gewesen zu sein. Der andere Ankläger behielt dieses Wissen zunächst aber weiterhin für sich, bis es erst 1999 von der durch Banks engagierten Privatdetektivin aufgedeckt wurde.

## Klage auf Entschädigung
Nach seiner Entlassung verklagte Thompson den Staat Louisiana auf Entschädigung. Im März 2007 sprach ein Bundesgericht Thompson eine finanzielle Entschädigung von 14 Millionen US-Dollar zu. Der Staat Louisiana ging jedoch in Berufung, so dass sich Thompsons Klage in die Länge zog und letztendlich vor den United States Supreme Court kam. Im März 2011 entschied der Supreme Court mit einem Stimmverhältnis von 5:4 gegen Thompson, so dass dieser die eingeklagten 14 Millionen US-Dollar Entschädigung nicht erhält, weil den damaligen Anklägern kein vorsätzliches Fehlverhalten gegenüber dem Angeklagten nachgewiesen werden könne.